# 희망 프로젝트 - 아시아의 소원
《희망 프로젝트 - 아시아의 소원》은 OBS경인TV가 창사 3주년을 기념하여 제작한 다큐멘터리로 2010년 12월 27일부터 2011년 3월 4일까지 방영되었다.

## 방송 일시
| 방송 채널 | 방송일                            | 방송 시간                             | 비고  |
| --------- | --------------------------------- | ------------------------------------- | ----- |
| OBS       | 2010년 12월 27일 ~ 2011년 3월 4일 | 월요일 ~ 금요일 밤 9시 5분 ~ 9시 35분 | [ 1 ] |
| OBS       | 2011년 4월 9일 ~ 2011년 6월 11일  | 토요일 밤 9시 20분 ~ 10시 20분        |       |
| OBS       | 2012년 6월 27일 ~                 | 수요일 ~ 목요일 오후 11시 ~ 11시 55분 |       |

## 제작진
- 책임 프로듀서 : 김인중
- 프로듀서 : 김민정, 나현태, 이고운, 이병욱, 이종국
- 조연출 : 유수정
- 작가 : 김유정, 구지현, 전상혁, 한지연, 김진희
- 해설 : 정준호, 김인권
- 출연자 : 리버스 크루, 이재윤, 정동근, 조희, 남재희

## 방송 회차

### 2010년
| 회차 | 방송일    | 부제               |
| ---- | --------- | ------------------ |
| 1회  | 12월 27일 | 울링안의 검은 눈물 |
| 2회  | 12월 28일 | 울링안의 검은 눈물 |
| 3회  | 12월 29일 | 울링안의 검은 눈물 |
| 4회  | 12월 30일 | 울링안의 검은 눈물 |
| 5회  | 12월 31일 | 울링안의 검은 눈물 |

### 2011년
| 회차 | 방송일   | 부제                     |
| ---- | -------- | ------------------------ |
| 6회  | 1월 3일  | 야생소녀 일레인          |
| 7회  | 1월 4일  | 야생소녀 일레인          |
| 8회  | 1월 5일  | 야생소녀 일레인          |
| 9회  | 1월 6일  | 야생소녀 일레인          |
| 10회 | 1월 7일  | 야생소녀 일레인          |
| 11회 | 1월 10일 | 화장터의 아이들          |
| 12회 | 1월 11일 | 화장터의 아이들          |
| 13회 | 1월 12일 | 화장터의 아이들          |
| 14회 | 1월 13일 | 화장터의 아이들          |
| 15회 | 1월 14일 | 화장터의 아이들          |
| 16회 | 1월 17일 | 소니 울지마              |
| 17회 | 1월 18일 | 소니 울지마              |
| 18회 | 1월 19일 | 소니 울지마              |
| 19회 | 1월 20일 | 소니 울지마              |
| 20회 | 1월 21일 | 소니 울지마              |
| 21회 | 1월 24일 | 타지키스탄 고원의 삼남매 |
| 22회 | 1월 25일 | 타지키스탄 고원의 삼남매 |
| 23회 | 1월 26일 | 타지키스탄 고원의 삼남매 |
| 24회 | 1월 27일 | 타지키스탄 고원의 삼남매 |
| 25회 | 1월 28일 | 타지키스탄 고원의 삼남매 |
| 26회 | 1월 31일 | 소년 광부 알마스         |
| 27회 | 2월 1일  | 소년 광부 알마스         |
| 28회 | 2월 2일  | 소년 광부 알마스         |
| 29회 | 2월 3일  | 소년 광부 알마스         |
| 30회 | 2월 4일  | 소년 광부 알마스         |
| 31회 | 2월 7일  | 아니타는 울지 않는다     |
| 32회 | 2월 8일  | 아니타는 울지 않는다     |
| 33회 | 2월 9일  | 아니타는 울지 않는다     |
| 34회 | 2월 10일 | 아니타는 울지 않는다     |
| 35회 | 2월 11일 | 아니타는 울지 않는다     |
| 36회 | 2월 14일 | 타르 사막의 원빈         |
| 37회 | 2월 15일 | 타르 사막의 원빈         |
| 38회 | 2월 16일 | 타르 사막의 원빈         |
| 39회 | 2월 17일 | 타르 사막의 원빈         |
| 40회 | 2월 18일 | 타르 사막의 원빈         |
| 41회 | 2월 21일 | 어부의 딸 스라이         |
| 42회 | 2월 22일 | 어부의 딸 스라이         |
| 43회 | 2월 23일 | 어부의 딸 스라이         |
| 44회 | 2월 24일 | 어부의 딸 스라이         |
| 45회 | 2월 25일 | 어부의 딸 스라이         |
| 46회 | 2월 28일 | 코끼리를 사랑한 소년     |
| 47회 | 3월 1일  | 코끼리를 사랑한 소년     |
| 48회 | 3월 2일  | 코끼리를 사랑한 소년     |
| 49회 | 3월 3일  | 코끼리를 사랑한 소년     |
| 50회 | 3월 4일  | 코끼리를 사랑한 소년     |